# Клептоманија
Клептоманија је присилна, патолошка тежња за крађом предмета, али не због материјалне користи.